# Уакачина
Уакачина (исп. Huacachina) — оазис в Перу западнее города Ика. Постоянное население составляет около 100 человек.
Уакачина расположена вокруг маленького озера в пустыне и известна как «Оазис Америки». Она служит курортным городком как для жителей города Ика, так и всё больше для иностранных туристов, особенно тех, кто занимается сэндбордингом на песчаных дюнах пустыни, которые достигают высоты более ста метров.
Оазис изображён на обратной стороне банкноты в 50 новых солей выпуска 1991—2006 годов.